# タンヒエップ県
タンヒエップ県（タンヒエップけん、ベトナム語：Huyện Tân Hiệp / 縣新協?）は、ベトナム社会主義共和国キエンザン省の県。面積は416.5km²、人口は125,459人（2019年）である。

## 行政区画
1市鎮10社から構成される。